# 521.ª Divisão de Infantaria (Alemanha)
A 521ª Divisão de Infantaria (em alemão:521. Infanterie-Division) foi uma unidade militar que serviu no Exército alemão durante a Segunda Guerra Mundial.

## Comandantes
| Comandante                   | Data                                          |
| ---------------------------- | --------------------------------------------- |
| Generalleutnant Wolf Schede  | 15 de novembro de 1939 - 7 de janeiro de 1940 |
| Generalleutnant Hans Stengel | 7 de janeiro de 1940 - 18 de março de 1940    |

## Área de operações
| Prússia Oriental | novembro de 1939 - março de 1940 |